# Jean-Michel Sama Lukonde
Jean-Michel Sama Lukonde Kyenge (narozen 4. srpna 1977 Paříž) je konžský politik z bývalé provincie Katanga, který od 15. února 2021 do 12. června 2024 zastával roli předsedy vlády Demokratické republiky Kongo. Byl jmenován v den tragické katastrofy na řece Kongo. Složení svého kabinetu oznámil 12. dubna 2021. Je členem strany Budoucnost Konga (Avenir du Congo). V letech 2014-2015 byl deset měsíců ministrem mládeže, sportu a volného času. V letech 2019-2021 byl generálním ředitelem státní těžařské společnosti Gécamines, největší v zemi. Jeho otec Stéphane Lukonde Kyenge byl významným katanžským politikem zavražděným v roce 2001.